# Powiat Navegna
Navegna (wł. Circolo di Navegna) – powiat w Szwajcarii, w kantonie Ticino, w okręgu Locarno. Siedziba administracyjna powiatu znajduje się w miejscowości Tenero-Contra. 
Powiat składa się z siedmiu gmin (comune) o powierzchni 51,70 km² i o liczbie mieszkańców 18 753.

## Gminy
| Nazwa gminy          | Powierzchnia km² | Liczba mieszkańców 31 grudnia 2021 |
| -------------------- | ---------------- | ---------------------------------- |
| Brione sopra Minusio | 3,82             | 461                                |
| Cugnasco-Gerra       | 18,20            | 2 828                              |
| Gordola              | 6,95             | 4 740                              |
| Lavertezzo           | 0,90             | 1 225                              |
| Mergoscia            | 12,15            | 201                                |
| Minusio              | 5,86             | 7 340                              |
| Tenero-Contra        | 3,69             | 3 234                              |

## Zmiany administracyjne
- 20 kwietnia 2008
  - utworzenie gminy Cugnasco-Gerra z gmin Cugnasco i Gerra (Verzasca)